# Епархия Цзилиня
 Епархия Цзилиня  (лат. Dioecesis Chilinensis, кит. 天主教吉林教区) — епархия Римско-Католической церкви с центром в городе Цзилинь, Китай. Епархия Цзилиня входит в митрополию Шэньяна. Кафедральным собором епархии Цзилиня является церковь Святейшего Сердца Иисуса. В городе Чанчунь находится сокафедральный собор святой Терезы. В Харбине также находится собор Святейшего Сердца Иисуса упразднённой епархии Хэйлунцзяна. С 1952 года кафедра епархии Цзилиня является Sede vacante.

## История
10 мая 1898 года Святой Престол учредил апостольский викариат Северной Маньчжурии, выделив его из апостольского викариата Ляодуна и Маньчжурии (сегодня — Архиепархия Шэньяна). 3 декабря 1924 года апостольский викариат Ляодуна и Маньчжурии был переименован в апостольский викариат Цзилиня.
9 июля 1928 года апостольский викариат Цзилиня передал часть своей территории миссии Sui iuris Цикахара.
11 апреля 1946 года Римский папа Пий XII выпустил буллу «Quotidie Nos», которой преобразовал апостольский викариат Цзилиня в епархию.

## Ординарии епархии
- епископ Pierre-Marie-François Lalouyer (16.05.1898 — 17.02.1923)
- епископ Auguste-Ernest-Désiré-Marie Gaspais (17.02.1923 — 21.10.1952)
  - Sede vacante с 21.10.1952 года по настоящее время

## Источник
- Annuario Pontificio, Libreria Editrice Vaticana, Città del Vaticano, 2003, ISBN 88-209-7422-3
- Булла Quotidie Nos, AAS 38 (1946), p. 301 (лат.)